# Cadernos do Cárcere
Os Cadernos do Cárcere são um conjunto de 29 cadernos de tipo escolar escritos por Antonio Gramsci no período em que esteve prisioneiro na Itália, entre 1926 e 1937. Na verdade, os "Cadernos" (Quaderni del carcere, em italiano) começaram a ser redigidos em fevereiro de 1929, no cárcere de Turi, nas imediações de Bari, pouco depois de Gramsci ter obtido autorização para estudar e escrever. Durante este período prisional, Gramsci foi assistido pela cunhada, Tatiana (Tania) Schucht, que morava já há vários anos na Itália, onde sua família se refugiara do czarismo, antes de voltar gradualmente à Rússia nos anos da Revolução (o pai era amigo pessoal de Lenin).
A cunhada e o economista Piero Sraffa, professor em Cambridge, constituíram os elos principais da corrente que permitiu a preservação e o salvamento dos Cadernos, depois da morte de Gramsci. É também a Tatiana que se dirige a maioria das Cartas do cárcere, que, junto com os Cadernos, constituem o legado mais significativo do político e pensador sardo. 
A primeira edição dos Cadernos, datada do segundo pós-guerra, é dita "temática", uma vez que seus organizadores, Palmiro Togliatti e Felice Platone, optaram por fazer uma seleção em seis volumes, de acordo com os grandes temas estudados por Gramsci: a filosofia de Benedetto Croce, a questão dos intelectuais e da educação, Maquiavel e a política moderna, o passado e o presente, o Risorgimento italiano, a literatura e a vida nacional. Em 1975, apareceu a edição dita crítica, organizada pelo estudioso Valentino Gerratana. Nela, os 29 cadernos são apresentados na sua ordem material. 
Em 2007, a Fundação Instituto Gramsci (Fondazione Gramsci) deu início à chamada "edição nacional" de todos os escritos de Gramsci, antes e depois da prisão. No tocante aos Cadernos, prevê-se uma nova disposição das notas, segundo critérios filológicos desenvolvidos por Gianni Francioni, bem como a publicação até mesmo dos cadernos que trazem os exercícios de tradução.